# Ciljevi (ekonomija)
Ciljevi su krajnje točke prema kojima su usmjerene aktivnosti. To su odredišne točke do kojih želimo doći. Ciljevi proizlaze iz plana misije.

Oni tvore hijerarhiju tako da je ostvarenje jednog cilja preduvjet da se ostvare ostali ciljevi.

## Hijerarhija ciljeva (prema tome tko ih donosi)
- odbor direktora - ukupni ciljevi organizacije (dugoročni, strateški)
- manager najviše razine - ukupni ciljevi poduzeća, određeni ukupni ciljevi, ciljevi dijela poduzeća
- manager srednje razine - ciljevi odjela i jedinica
- manager prve razine - ciljevi odjela i jedinica, ciljevi pojedinaca (radna uspješnost i ciljevi u osobnom razvitku)

## Kakvi ciljevi trebaju biti
1. mjerljivi
2. ostvarivi
3. realni

Ciljevi trebaju biti izraženi :
1. kvalitativno
2. kvantitativno
3. vremenski

## Dimenzije ciljeva
1. atribut
2. indikator
3. vrijeme

Primjer :

Do 20.12.2006. godine (vremenska dimenzija) 90 % svih managera (indikator) mora proći test usavršavanja i obrazovanja (atribut).

Ostvariti (atribut) na kraju godine (vrijeme) prinos od 15 % na investiciju (indikator).

## Vrste ciljeva
Ciljeve možemo svrstati u tri (3) kategorije :

1. strateški ciljevi
- odnose se na poduzeće u cjelini, gdje ono želi biti u budućnosti
- u domeni su top razine managementa
- strateški plan - provodi se najčešće za razdoblje od dvije do pet godina
- primjeri strateških ciljeva - veći tržišni udio, viša kvaliteta proizvoda, niži troškovi u odnosu na konkurenciju, bolja usluga kupcima, šira i atraktivnija linija proizvoda

2. taktički ciljevi
- odnose se na ciljeve divizija i odjela
- u domeni su srednje razine managementa
- imaju manji vremenski horizont od strateških ciljeva

3. operativni ciljevi
- u domeni su prve razine managementa
- točno su definirani i mjerljivi
- razvijaju se na nižim razinama organizacije da bi podržali ostvarenje strateških i taktičkih ciljeva
- pokrivaju dnevne i tjedne zadatke

## Smjernice za postavljanje ciljeva
1. naznačuju li ciljevi kvalitetu, kvantitetu, vrijeme i troškove
2. jesu li ciljevi izazovni, a ipak razumni
3. je li određen prioritet ciljeva
4. mogu li se ciljevi provjeriti
5. je li popis ciljeva predugačak
6. pokrivaju li ciljevi osnovne osobine posla
7. jesu li ciljevi dani u pisanom obliku
8. jesu li usklađeni kratkoročni i dugoročni ciljevi
9. jesu li ciljevi koordinirani